# Cornelis Specx
Cornelis Specx (Dordrecht, ca. 1580 – op zee, 11 juli 1608) was een koopman in dienst van de VOC. Hij legde in 1604 de eerste handelscontacten met het koninkrijk Siam en keerde in 1608 met Siamese ambassadeurs terug naar de Republiek voor een bezoek aan de stadhouder Maurits in Den Haag, maar overleed onderweg.

## Met Van Spilbergen naar Indië

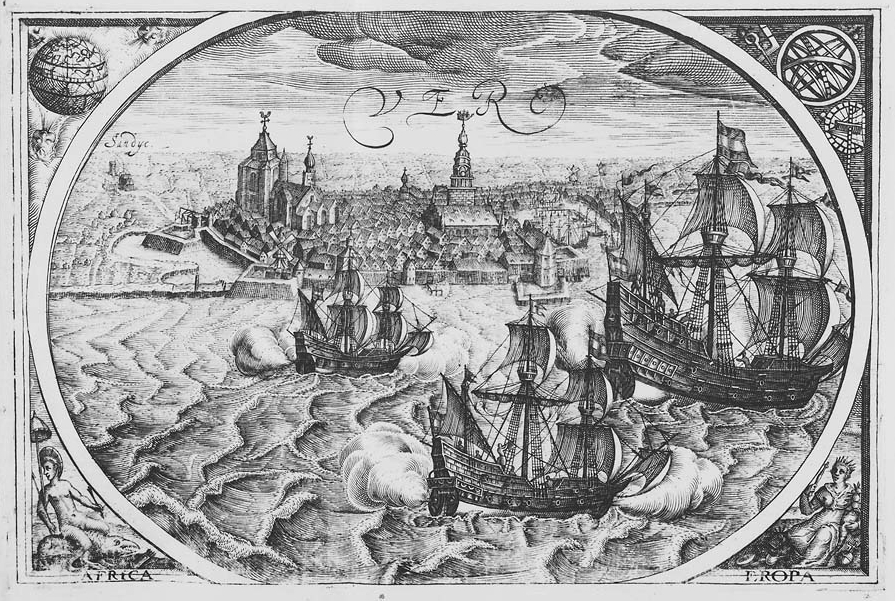
Het Schaap, de Ram en het Lam vertrekken uit Veere in 1601.

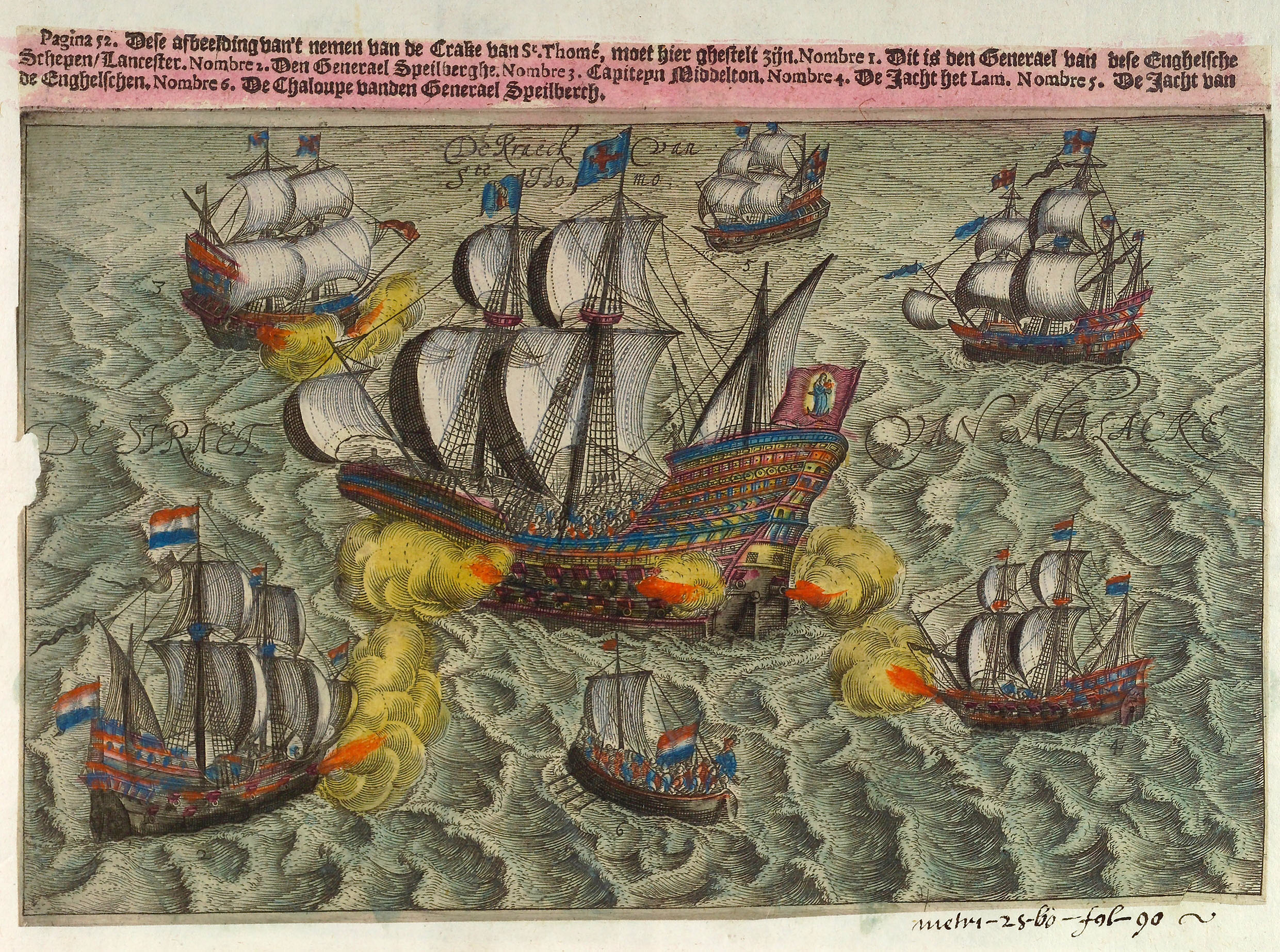
De aanval op de Portugese kraak. Boven de Engelse schepen. Onder het Schaap en het Lam.

Cornelis Specx en zijn jongere broer, de latere gouverneur-generaal Jacques Specx, stamden uit een Antwerpse handelsfamilie die tijdens de Tachtigjarige Oorlog naar Dordrecht was uitgeweken. Cornelis vertrok in mei 1601 als 'kommies' (koopman/handelsagent) naar Indië voor de Zeeuwse Compagnie van De Moucheron, een van de voorcompagnieën. Onderweg moest ook Ceylon worden aangedaan om contact te leggen met de koning van Kandy. De vloot van drie schepen (het Schaap, de Ram en het Lam) vertrok uit Veere en stond onder leiding van Joris van Spilbergen op het Schaap, met als vice-admiraal Guyon Lefort op de Ram. Specx voer in eerste instantie ook op de Ram, maar in december werd hij bevelhebber op het Lam toen schipper Willem Jansz van het Lam naar de Ram verhuisde als stuurman. Het Lam was een jacht, ook wel pinas genoemd. Een kleiner schip dan de andere twee. Het raakte in april 1602 ter hoogte van de Commoren 's nachts van de andere schepen gescheiden. Zonder Ceylon aan te doen de Indische Oceaan overgestoken kwam het alleen aan in Atjeh in het noorden van Sumatra. Hier ontmoette het de vier schepen van de eerste schipvaart van de Engelse Oost-Indische Compagnie onder James Lancaster en John Davis. Omdat met het Lam alleen niet veel te beginnen was verhuurde Specx het aan Lancaster, die het tot aan Londen zou mogen gebruiken. Ook de bemanning ging over naar Lancaster, met een hogere gage. Van Spilbergen kwam met het Schaap en de Ram na een bezoek aan Ceylon in september 1602 ook aan in Atjeh, waar hij Specx weer terug vond. Van Spilbergen trok hierna met het Schaap met de Engelsen op, op jacht naar de met kostbare Indiase kleden geladen Portugese kraak van St.Thomé (aan de Coromandelkust) naar Malakka. In oktober wisten ze de kraak te onderscheppen en te kapen. De goederen werden op zee overgeladen. Het schip met ruim 600 opvarenden liet men gaan. Specx was met Lefort op de Ram achtergebleven in Atjeh om peper in te kopen.
In januari 1603 arriveerden in Atjeh de eerste schepen van de inmiddels opgerichte VOC onder Sebald de Weert, vice-admiraal op de vloot van Wybrand van Warwijck. Zij brachten het nieuws dat voortaan alle voorcompagnieën waren verenigd in de VOC, met een monopolie van de Staten-Generaal op alle handel ten oosten van de Kaap de Goede Hoop. Van Spilbergen kon nu verder geen handel meer drijven voor De Moucheron. Begin maart stierf Guyon Lefort. Later die maand verkocht Van Spilbergen de Ram, na de peper, proviand en koopwaar eruit te hebben gehaald, aan De Weert, en besloot in april met het Schaap via Bantam, waar hij van de Engelsen het Lam terugkocht, naar de Republiek terug te keren. Cornelis Specx werd met drie assistenten in Atjeh achtergelaten.

## In dienst van de VOC naar Siam

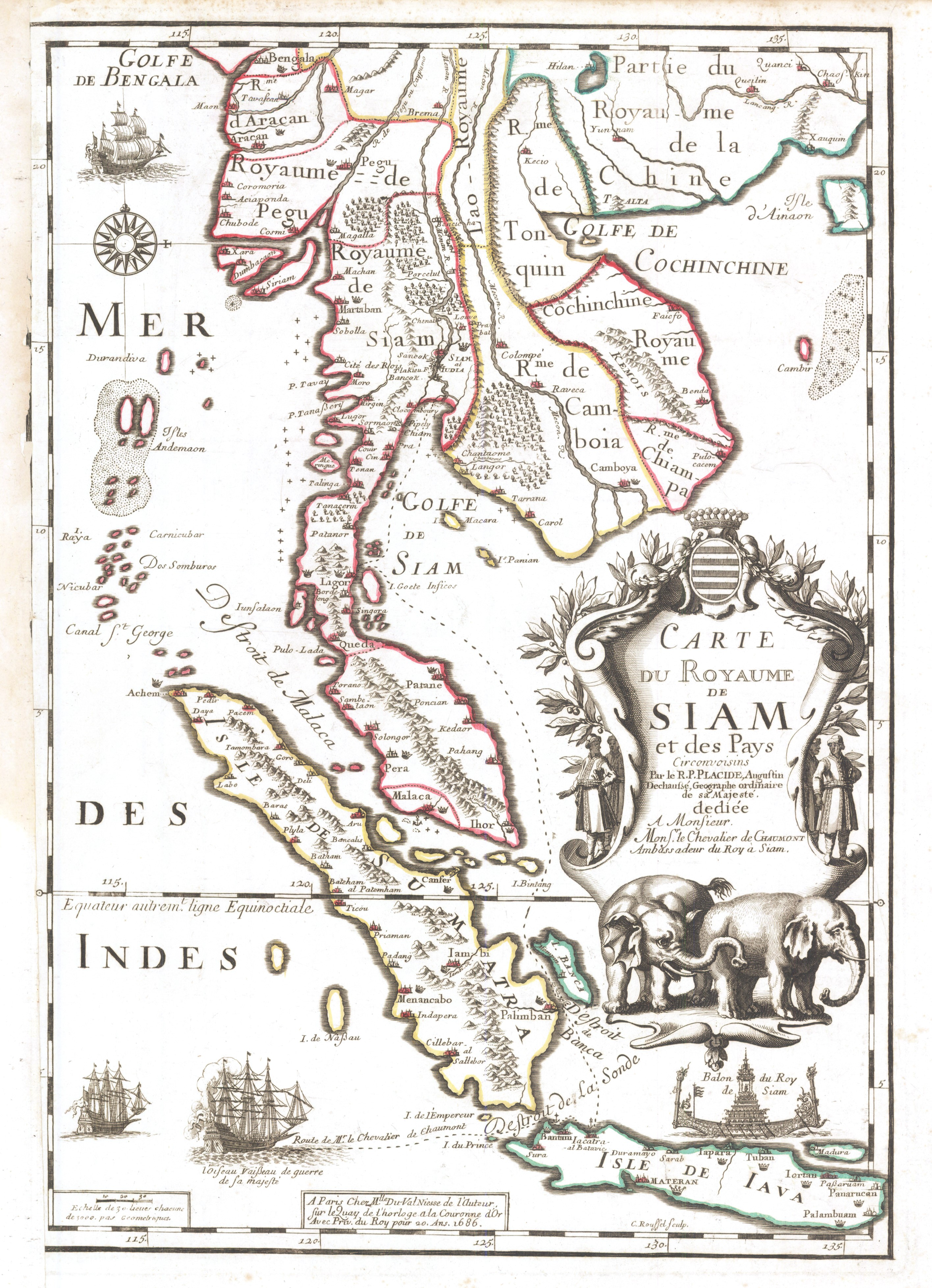
Kaart uit 1686 met o.a. Atjeh (Achem), Bantam, Patane en Ayutthaya (Iudia).

Specx stapte hierna over op een schip van De Weerts vloot op weg naar Bantam en trad in november bij Van Warwijck in dienst van de VOC. Toen Van Warwijck in juni 1604 op weg was naar China deed hij Pattani aan. Hier ontmoette hij een ambassadeur van Naresuan de Grote, koning van Siam, die vanuit Borneo op de weg terug naar Ayutthaya was. Deze vertelde hem over de jaarlijkse ambassades van Siam naar het hof van de Ming-keizer in China. Van Warwijck besloot Specx samen met Lambert Jacobsz. Heijn met de ambassadeur mee te sturen naar Ayutthaya. Hij moest daar handelsbetrekkingen openen en aansluiten bij de Siamese ambassade naar China. Zo moest hij proberen vergunning te krijgen voor de handel met China, die tot dan toe voor buitenlanders verboden was. De VOC wilde concurreren met de jonken uit Fukien die semi-legaal de handel tussen China en Zuid-Oost Azië in handen hadden. Maar hoewel Van Warwijck in 1609 in Amsterdam attesteerde dat Specx 'hem zeer vlijtich sonder eenige pericul van sijn leven aen te sien heeft laten gebruijcken' had Specx' missie geen succes omdat de Siamese ambassades door oorlogen jarenlang geen doorgang konden vinden. Specx bleef die jaren in Ayutthaya en behartigde er de belangen van uit Johor en Pattani gestuurde kooplieden. Een factorij stichtte hij er niet. Dat zou in 1613 gebeuren, om hertenvellen in te kopen voor de Japanse markt.

## De Siamese ambassade naar Den Haag
In oktober 1607 kwam Specx terug in Pattani met drie ambassadeurs van koning Ekathotsarot (ook wel Sanphet III), die zijn gestorven broer was opgevolgd. De groep met in totaal zo'n 15 Siamezen had geschenken bij zich, waaronder een gouden doos met een op goudblad gegraveerde brief van de koning voor stadhouder Maurits van Nassau, die in de beginjaren van de VOC bij diplomatieke missies vaak werd voorgesteld als de koning van Nederland. Dit omdat de staatsvorm Republiek in Azië niet bekend was en de politieke status van de VOC al helemaal onduidelijk was. Wachtend op een schip uit Bantam werd het gezelschap in Pattani onderdak verleend door Hendrik Janssen. In november verscheen het schip de Mauritius van de vloot van Cornelis Matelieff die in mei 1605 uit de Republiek was vertrokken. Hiermee reisde het gezelschap door naar Bantam, waar de rest van de vloot lag. Matelieff had van de Heren XVII onder andere instructie gekregen door middel van voorspraak van de koning van Siam vergunning voor de handel op China te verkrijgen (en had daartoe brieven van Maurits voor zowel de koning van Siam als de keizer van China meegekregen), maar ook om geen ambassades mee terug te nemen naar de Republiek, vanwege de hoge kosten daarvan. Specx betoogde echter dat Siam een belangrijk land was en dat de koning beledigd zou zijn als zijn ambassade geweigerd werd. In januari besloot Matelieff te vertrekken met vijf personen, waaronder twee ambassadeurs, aan boord van zijn schip Oranje. De overigen werden teruggestuurd naar Siam. Ook Specx ging mee op de Oranje. Hij overleefde de reis echter niet. Al voor zijn aankomst in Pattani was hij ziek geworden en had daarvoor van een arts 'comedementen' ontvangen. Hij stierf op 11 juli 1608 aan boord van de Oranje, in de buurt van de Kaap de Goede Hoop, en ontving een zeemansgraf.
Na zijn dood was er een ‘haperingh in ‘t schip met de ambassadeurs van Siam’, zoals Matelief het omschreef. Een aantal robijnen die Spexc voor zijn moeder had bedoeld werden vermist. Volgens collega's had hij ze aan de Siamezen in bewaring gegeven, maar die ontkenden. Na dreigementen van Matelief kwamen ze voor de dag met een ‘aschgrau damasten sacxken daerin de steentjens waren, in papierkens gewonden’, maar ze beweerden dat die van henzelf waren. Matelief had graag de brieven van Specx aan zijn moeder geopend in de hoop daarin meer informatie over het aantal en de kwaliteit van de stenen te vinden, maar de schipper, Simon Lambertsz. Mau, vond dat niet kies. Aangekomen in Zeeland overhandigde Matelief het zakje verzegeld aan de Zeeuwse bewindhebbers. Hoe de zaak afliep is niet bekend.

## Het lot van de ambassadeurs

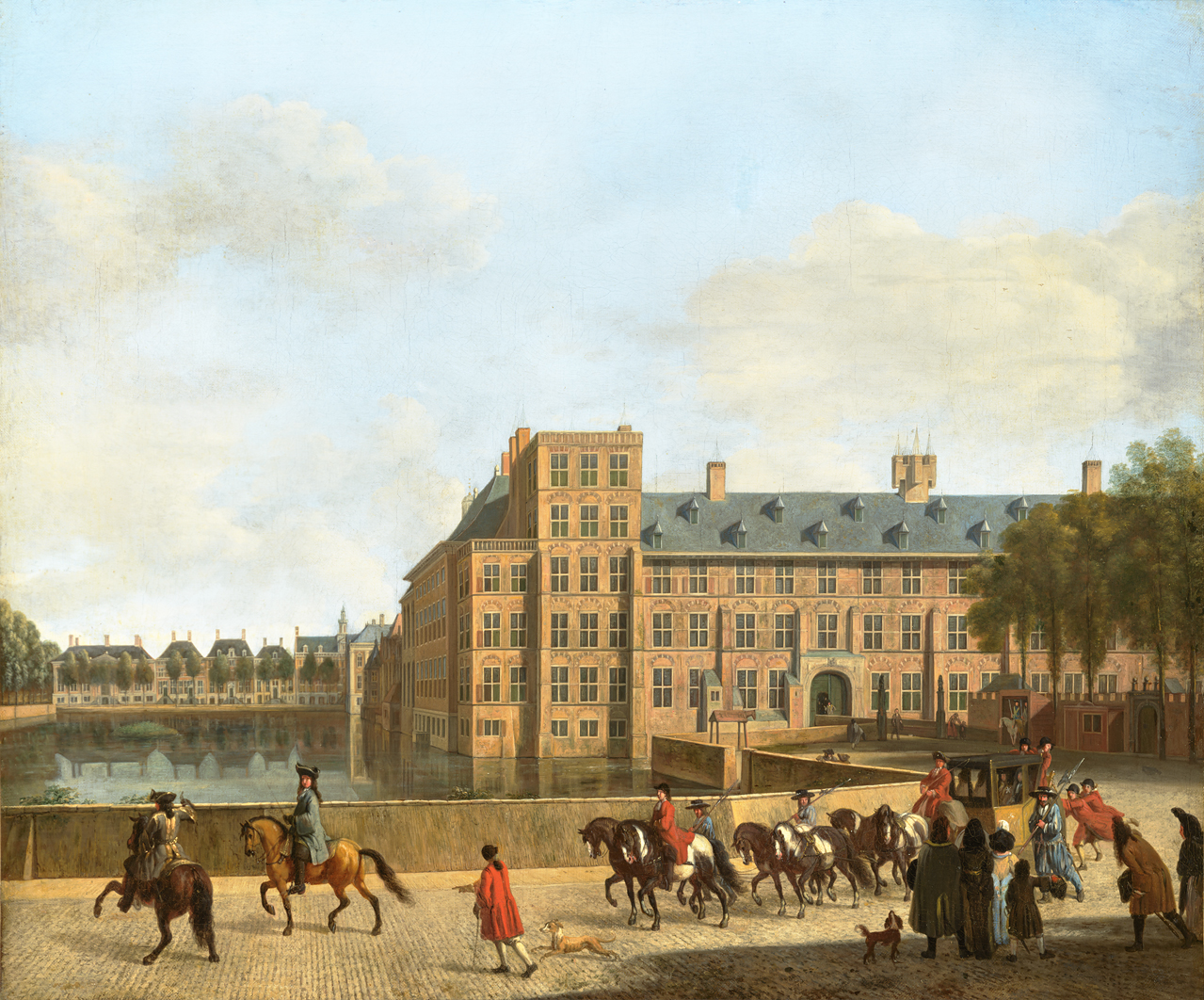
De Mauritstoren in de 17e eeuw.

De vloot van Matelief kwam in september aan bij fort Rammekens in Zeeland. De Siamezen werden in Den Haag ontvangen door Maurits, te midden van de onderhandelingen over het Twaalfjarig Bestand. Matelief vertelde dat ze kwamen kijken of de Hollanders zeeschuimers waren die op zee leefden, zoals de Portugezen beweerden, of dat ze steden en huizen op het land hadden. Toen Maurits verscheen gingen de ambassadeurs op de grond liggen en waren met moeite weer overeind te krijgen. Vermoedelijk waren ze in Den Haag getuige van de door Maurits op het dak van de Mauritstoren van het Binnenhof georganiseerde demonstratie van de verrekijker van Hans Lipperhey voor verzamelde diplomaten, waaronder de Spaanse onderhandelaar Spinola. Door de VOC-kamer Amsterdam werd op 4 juni 1609 'geresolveert, dat de Ambassadeurs van Siam zullen mogen gaen na Hoorn en Enckhuyzen om de steden te besien ende dat men d’selve tot reysgelt ende teerkosten zal verstrecken 100 gulden'. In januari 1610 vertrokken ze met de vloot van Pieter Both weer naar Siam met geschenken en een brief van Maurits, en vergezeld van een 'capabele commies' van de VOC 'opdat den handel in China deur faveur van den coninck van Chiam soude mogen werden geprepareert'. In december arriveerden ze in Bantam. Eind 1610 werden ze met het jacht de Brak, dat naar Japan onderweg was, in Patani afgezet, waar vandaan ze met een jonk verder zouden reizen. Koning Ekathotsarot zat intussen in spanning te wachten. Lambert Heijn schreef vanuit Ayutthaya: 'den coninck zoo dickwijls als hij mij doet ontbieden,... is vraagende naar de comst van sijn ambassadeurs'. Ze werden echter lang opgehouden in zowel Bantam als Pattani. In december 1612 waren ze nog steeds niet in Siam, blijkens een brief van Cornelis van Nijenrode aan Hendrik Janssen in Pattani. In maart 1613 schrijft boekhouder-generaal Mateo Coteels in Bantam dat Janssen opgescheept zit 'met 3 caele ambassadeurs'. Dit zouden de Siamezen kunnen zijn. Het is onduidelijk wanneer zij en de capabele commies in Ayutthaya zijn aangekomen en waarom ze zo lang zijn opgehouden.